# Stadion Rossijanka w Krasnoarmiejsku
Stadion Rossijanka – stadion piłkarski w Krasnoarmiejsku, w Rosji. Obiekt może pomieścić 5050 widzów. Został otwarty w 1929 roku, a w roku 2005 przeszedł rekonstrukcję. Swoje spotkania rozgrywa na nim klub kobiecej piłki nożnej, Rossijanka Krasnoarmiejsk.